# Fausto Comar
Fausto Comar (Mariano del Friuli, 21 marzo 1912 – La Spezia, 1987) è stato un calciatore italiano, di ruolo centrocampista.

## Carriera
Debutta in Serie B nella stagione 1931-1932 con la Monfalconese disputando 15 partite e segnando 2 gol.
Nei tre anni successivi gioca con lo Spezia, sempre in Serie B, totalizzando 63 presenze e 9 reti.
Gioca per un altro anno tra i cadetti con il Taranto scendendo in campo per 26 volte, e poi – anche per un anno – con la Fortitudo Trieste in Serie C. Nel dopoguerra milita nelle file della Pro Gorizia.